# John Searle
John Rogers Searle (Denver, 31 luglio 1932) è un filosofo statunitense.

## Biografia
Professore di filosofia all'Università della California, a Berkeley, è noto per i suoi contributi alla filosofia del linguaggio e alla filosofia della mente. Ha ricevuto il premio Jean Nicod nel 2000.
Searle è stato il primo professore ordinario di Berkeley ad aderire al Movimento per la libertà di parola, in controtendenza rispetto al resto della comunità accademica. La formazione accademica di Searle si è svolta all'Università di Oxford con una Rhodes Scholarship, mentre al Christ Church College di Oxford furono i suoi primi incarichi di insegnamento.
Nel giugno 2019, Searle è stato privato del titolo di professore emerito  all'Università di Berkeley, California, a causa delle sue violazioni delle norme dell’università sulle molestie sessuali.

## Atti linguistici
Searle riprese la teoria degli atti linguistici del suo predecessore John Langshaw Austin e la sistematizzò nella sua opera Speech Acts del 1969. Egli riprende l’idea di Frege per cui una parola ha significato solo se posta in relazione con il significato dell’intera frase e se il suo senso è percepito da entrambi gli interlocutori, parlante e ascoltatore. Il  filosofo ritiene che la colonna portante del linguaggio non sia costituita tanto dalle singole parole, quanto dal loro insieme unitario. Inoltre, egli introduce il "principio di esprimibilità" (effability principle) secondo cui ci deve essere una corrispondenza tra la forza illocutiva e la forma linguistica in cui viene espressa, perciò tutto ciò che si può voler dire può essere detto; riformula le condizioni di felicità degli atti illocutori in intenzioni del parlante. Il punto di vista di Searle è che le condizioni di felicità non servono unicamente ad indicare l’esito dell’atto, ma sono le “regole costitutive” dell’atto stesso; infatti, “parlare una lingua vuol dire impegnarsi in una forma di comportamento governato da regole; o, per dirla in modo più deciso, parlare significa eseguire degli atti secondo certe regole”.
Searle, diversamente dalla classificazione degli illocutori di Austin, che si basava esclusivamente sulla tassonomia dei verbi, ce ne fornisce una nuova che prevede cinque diverse possibilità:
- Rappresentativi: il parlante formula un enunciato in base alle sue credenze e conoscenze e si impegna sulla verità della proposizione che costituisce l’atto (annunciare, sostenere).
- Commissivi: il parlante si impegna ad eseguire un’azione futura (promettere).
- Direttivi: il parlante cerca di indurre l’altro interlocutore a compiere (o a non compiere) una determinata azione (ordinare, comandare, invitare a fare qualcosa).
- Espressivi: il parlante esprime il proprio stato d’animo per relazionarsi e mantenere contatti con l’ascoltatore (augurare, ringraziare, salutare).
- Dichiarazioni: il parlante esercita e produce un effetto diretto all’interno di un determinato ambito istituzionale (dichiarare, proclamare).

### La forza illocutiva
Searle scrisse le sue prime opere sulla base dei lavori dei suoi due maestri, John Langshaw Austin e Peter Friedrich Strawson. In particolare, in Atti linguistici, Searle sviluppa l'analisi di Austin dell'intenzione comunicativa. L'oggetto dello studio sono quelli che Austin ha definito atti illocutivi, cioè gli atti che consistono nel dire qualcosa. Per fare un esempio, esaminiamo le seguenti frasi:
- Sam fuma abitualmente.
- Sam fuma abitualmente?
- Sam, fuma abitualmente!
- Vorrei che Sam fumasse abitualmente.

Queste frasi hanno tutte lo stesso "contenuto proposizionale", eppure differiscono nella loro "forza illocutiva". Da questo punto di vista le possiamo definire, rispettivamente:
- Un'affermazione
- Una domanda
- Un ordine
- L'espressione di un desiderio

Searle spiega che i diversi atti illocutivi avvengono in circostanze determinabili, con scopi che possono essere conosciuti. Da ciò si inferisce che essi obbediscono a delle regole o a condizioni specifiche. Searle si propone di descrivere queste regole. Ne individua quattro tipi fondamentali:
1. Un'illocuzione produrrà normalmente un contenuto proposizionale determinabile. Per esempio, una richiesta produrrà un comportamento, mentre un'affermazione può avere come suo contenuto qualsiasi proposizione. Invece alcune illocuzioni, come i saluti, non hanno contenuto proposizionale.
2. Affinché ogni illocuzione abbia buon esito sono necessarie alcune condizioni fondamentali. Per esempio, per il buon esito di una richiesta è necessario che chi riceve la richiesta sia in grado di eseguire l'azione conseguente e che il richiedente pensi che l'ascoltatore sia in grado di farlo. Oppure, affinché un saluto vada a buon fine, chi lo riceve e chi lo propone devono essersi appena incontrati o si devono essere appena presentati. Searle le chiama condizioni preparatorie (preparatory conditions).
3. Un augurio può non essere sincero, ma ciò è vero anche per chi ringrazia. Chi ringrazia veramente, deve essere riconoscente anche con i comportamenti. Allo stesso modo, per porre sinceramente (e non polemicamente, per esempio), una domanda il parlante deve avere l'atteggiamento di chi richiede una risposta. Searle le definisce condizioni di sincerità (sincerity condition).
4. Infine, ma è un punto fondamentale, ogni illocuzione può essere descritta in base a che cosa si vorrebbe fare con essa. Così, pronunciare un'affermazione vale a dire assumersi l'impegno che qualcosa sia vero. Una domanda vale come tentativo di scoprire un'informazione. Ringraziare qualcuno vale come espressione di gratitudine. Quest'intenzione implicita del locutore, o intenzionalità (intentionality) della frase, è anche uno dei principali argomenti trattati da Searle nei suoi ultimi studi.

### L'intenzionalità
La forza illocutiva è un concetto basato su quattro regole. La si può generalizzare e considerare come caso specifico di intenzionalità. Searle identifica una proprietà dei fenomeni intenzionali che definisce direzione di adattamento (direction of fit). Per esempio, quando una persona vede un fiore il suo stato mentale si dispone per adattarsi allo stato del mondo. La direzione di adattamento è mente-mondo. Ma se una persona allunga la mano e coglie il fiore, la sua intenzione è quella di adattare il mondo al proprio stato mentale. Quindi la direzione diventa mondo-mente.
Searle sviluppa anche il concetto di background (traducibile in molte parole in italiano), che egli usa in un'accezione molto tecnica, fonte di alcune discussioni filosofiche. Secondo l'autore, il background è il contesto all'interno del quale accadono gli atti intenzionali. È importante sottolineare il fatto che esso include la comprensione del mondo propria dell'individuo e comprende anche il fatto che altre persone possono partecipare e partecipano alle sue attività intenzionali.

## Critica dell'Intelligenza Artificiale forte

### Esperimento della Stanza Cinese
John Searle è noto per aver concepito l'esperimento mentale chiamato "Stanza Cinese". Con questo esperimento Searle vuole dimostrare che non ha senso assimilare la mente ad un computer, in quanto nessun computer può "pensare" nello stesso modo degli esseri umani. Il suo principale presupposto è che il computer, per elaborare l'informazione, non ha bisogno di comprendere il linguaggio o altri codici simili.
Gli esempi che il filosofo statunitense ha adottato per dimostrare il suo assunto hanno provocato numerose controversie. Ecco come Searle descrive il suo esperimento mentale. Egli immagina una persona che sia sola dentro una stanza. Questa persona riceve dall'esterno dei foglietti di carta scritti con caratteri cinesi, che le vengono passati sotto la porta. Anche se il soggetto non capisce il cinese, è comunque in grado di stabilire una regola di associazione e di mettere gli ideogrammi in un ordine dotato di senso.

Nel ragionamento di Searle, la stanza dell'esperimento rappresenta il computer. Secondo un punto di vista contrario a quello di Searle, l'analogia potrebbe essere estesa al cervello umano. Infatti: "la comprensione umana della lingua cinese è una proprietà emergente del cervello e non una proprietà esclusiva di una sua parte". 

### Coscienza, programmi e IA
L'intenzionalità è uno degli argomenti principali usati da Searle nella sua contrapposizione al concetto di intelligenza artificiale nella sua versione "forte", quella che non si limita a considerare il computer come un utile strumento di indagine della mente umana, ma si spinge ad affermare che, con opportuni programmi, esso diviene analogo alla mente umana ed è quindi capace di comprendere e di avere altri stati cognitivi.
L'opinione di Searle si può riassumere così: dato che la mente possiede intenzionalità, e il computer no, il computer non può avere una mente. L'esperimento mentale della Stanza cinese può essere reinterpretato dicendo che la sintassi (la capacità del computer di eseguire una procedura) non implica la semantica (il fatto che il computer sappia che cosa sta facendo).
La posizione di Searle contro il paradigma che lui definisce dell'"Intelligenza Artificiale forte" fa parte di una concezione più ampia della relazione mente-corpo. Searle rifiuta sia il dualismo che il riduzionismo in favore di una concezione che lui chiama Naturalismo biologico. Secondo questo approccio, la coscienza è un fenomeno emergente dell'organismo che ha proprietà esclusivamente fisiche. Come la pressione di un gas dentro un contenitore chiuso è una proprietà emergente dalla collisione di molte molecole di gas.

## Realtà sociale e intenzionalità collettiva

### L'intenzionalità sociale
Searle fornisce una solida base teorica per l'uso del concetto di intenzionalità all'interno di un contesto sociale. In senso lato, intenzionalità vuol dire che qualcuno ha collegato un significato ad un oggetto, oppure una propria convinzione ad esso, o il possesso o, al contrario, il suo disprezzo, ecc. Il concetto include in sé quello di "intento". Nel libro Intenzioni ed azioni collettive, Searle si propone di definire le intenzioni collettive come una forma specifica di intenzionalità. Nella sua opera precedente aveva fornito le regole del linguaggio e dell'intenzionalità. Ora sviluppa questo tema andando alla ricerca delle regole dell'intenzionalità collettiva.
Searle individua cinque tesi a sostegno della sua analisi. Le prime tre sono:
1. Il comportamento intenzionale collettivo esiste, e non corrisponde alla somma dei comportamenti intenzionali individuali.
2. Le intenzioni collettive non possono essere ridotte alle intenzioni individuali.
3. Le due tesi precedenti vanno intese all'interno di due vincoli:
a. La società è fatta di individui; non esiste qualcosa come una "mente di gruppo" o una "coscienza di gruppo".
b. L'intenzionalità, sia quella individuale che quella di gruppo, è indipendente dal fatto che ciò che pensa l'individuo sia vero o falso.
Allo scopo di soddisfare queste tesi, Searle sviluppa una notazione, una simbologia dell'intenzionalità collettiva che permette di collegare un'intenzione individuale ad una collettiva. Pur essendo i due tipi di intenzione distinti, infatti, un'intenzione individuale può avere come risultato un'intenzione collettiva. Affinché si crei un'intenzione collettiva bisogna che si capisca che gli altri possono partecipare all'intenzione stessa. Perciò:
4. L'intenzionalità collettiva presuppone una consapevolezza di fondo (Background sense) dell'altro come attore sociale, cioè come individuo capace di partecipare alle attività collettive.
Nel complesso, queste tesi portano ad affermare che:
5. La teoria dell'intenzionalità, insieme con il concetto di background, appare in grado di spiegare l'intenzionalità collettiva.
Searle ha applicato, negli anni più recenti, la sua analisi di intenzionalità alla costruzione sociale. Il suo scopo è capire in che modo alcune funzioni del nostro mondo quotidiano appaiono essere il risultato dell'intenzionalità combinata di coloro che ne fanno uso. Per esempio, una banconota da dieci dollari è una banconota da dieci solo in virtù dell'intenzionalità collettiva. Infatti, è proprio perché io penso che valga dieci dollari e voi pensate lo stesso che essa può assolvere alla sua funzione. Ciò vale nonostante il governo intervenga sul valore della moneta.
Immaginate ora di voler acquistare qualcosa da qualcuno che non conosce il valore della banconota. Finché non lo convincete del suo valore, avete tra le mani nient'altro che un pezzo di carta. Gli oggetti costruiti socialmente come questo abbondano, permeano le nostre vite. La lingua che usiamo, il concetto di proprietà e le relazioni che stringiamo con gli altri dipendono fondamentalmente da queste intenzionalità implicite.

Searle estende questa analisi della realtà sociale alla creazione di istituzioni come il matrimonio e le università. Egli afferma infatti che il valore della banconota da dieci dollari e le istituzioni di un'università dipendono da tre elementi fondamentali: l'intenzionalità collettiva, l'assegnamento di funzione e le regole costitutive.
L'approccio di Searle alla costruzione sociale è molto diverso e divergente da coloro i quali sostengono che una realtà oggettiva non esiste, che la realtà non può essere indipendente dalla nostra mente, in altre parole che la realtà è un costrutto sociale. Nelle ultime pagine de La costruzione della realtà sociale, Searle si dichiara a favore del realismo. Ma non a favore del concetto di costruzione sociale della realtà, bensì della costruzione della realtà sociale. Nel saggio "Realtà sociale e rappresentazione linguistica" egli afferma infatti che: L'intera realtà sociale possiede una struttura logica e questa struttura è fondata linguisticamente.

## Opere
- Speech Acts. An Essay in the Philosophy of Language, Cambridge, Cambridge University Press, 1969. ISBN 0-521-09626-X.

tr. it. Atti linguistici. Saggio di filosofia del linguaggio, Torino, Boringhieri, 1976.
- The Campus War. A Sympathetic Look at the University in Agony, Harmondsworth, Penguin books, 1972.
- Expression and meaning. Studies in the theory of speech acts, Cambridge, Cambridge University Press, 1979. ISBN 0-521-22901-4.
- Minds, Brains and Programs, in "Behavioral and Brain Sciences", n. 3, 1980, pp. 417–424.

Menti, cervelli e programmi. Un dibattito sull'intelligenza artificiale, Milano, CLUP-CLUED, 1984. ISBN 88-7005-614-7.
- Intentionality. An essay in the philosophy of mind, Cambridge, Cambridge University press, 1983. ISBN 0-521-27302-1.

Della intenzionalità. Un saggio di filosofia della conoscenza, Milano, Bompiani, 1985.
- Minds, Brains and Science, Cambridge, Harvard University Press, 1984. ISBN 0-674-57631-4

Mente, cervello, intelligenza, Milano, Bompiani, 1988.
- Foundation of illocutionary logic, con Daniel Vanderveken, Cambridge, Cambridge university press, 1985. ISBN 978-0-521-10885-0
- The Rediscovery of the Mind, Cambridge-London, The MIT press, 1992. ISBN 0-262-19321-3

La riscoperta della mente, Torino, Bollati Boringhieri, 1994. ISBN 88-339-0866-6.
- The Construction of Social Reality, New York, Free Press, 1995. ISBN 0-02-928045-1

La costruzione della realtà sociale, Milano, Edizioni di Comunità, 1996. ISBN 88-245-0500-7.
- The Mystery of Consciousness, New York, New York Review, 1997. ISBN 0-940322-06-4

Il mistero della coscienza, Milano, Raffaello Cortina Editore, 1998. ISBN 88-7078-511-4.
- Mind, Language and Society. Philosophy in the Real World, New York, Basic books, 1998. ISBN 0-465-04519-7

Mente, linguaggio, società. La filosofia nel mondo reale, Milano, Raffaello Cortina Editore, 2000. ISBN 88-7078-633-1, 9788870786354
- Rationality in Action, Cambridge, The MIT press, 2001. ISBN 0-262-19463-5

La razionalità dell'azione, Milano, Raffaello Cortina Editore, 2003. ISBN 88-7078-803-2.
- Consciousness and language, Cambridge, Cambridge university press, 2002. ISBN 0-521-59237-2
- Liberté et neurobiologie. Reflexions sur le libre arbitre, le langage et le pouvoir politique, Paris, Grasset, 2004. ISBN 2-246-64031-8

Libertà e neurobiologia. Riflessioni sul libero arbitrio, il linguaggio e il potere politico, Milano, B. Mondadori, 2005. ISBN 88-424-9277-9.
- Mind. A Brief Introduction, Oxford, Oxford University Press, 2004. ISBN 0-19-515733-8

La mente, Milano, Raffaello Cortina Editore, 2005. ISBN 88-7078-984-5.
- Occidente e multiculturalismo, Milano, Il sole 24 ore-Luiss University Press, 2008. ISBN 978-88-8363-870-1.
- Coscienza, linguaggio, società, Torino, Rosenberg & Sellier, 2009. ISBN 978-88-7885-079-8.
- Making the social world. The structure of human civilization, Oxford, Oxford University press, 2010. ISBN 978-0-19-539617-1

Creare il mondo sociale. La struttura della civiltà umana, Milano, Raffaello Cortina Editore, 2010. ISBN 978-88-6030-360-8
- Seeing Things as They Are. A Theory of Perception, Oxford, Oxford University press, 2015. ISBN 978-0-19-938515-7

Vedere le cose come sono. Una teoria della percezione, Milano, Raffaello Cortina Editore, 2016. ISBN 978-88-6030-821-4
- The Basic Reality and the Human Reality, Cambridge, Harvard University press, 2019. ISBN 978-0674975743

Il mistero della realtà, Milano, Raffaello Cortina Editore, 2019. ISBN 978-88-3285-070-3

### Altro
- Is the Brain a Digital Computer? Presidential Address to the American Philosophical Association, 1990.
- "Collective intentions and actions" (1990), in Intentions in Communication J. M. P. R. Cohen, & M. and E. Pollack. Cambridge, Mass.: . MIT Press: 401-416.
- The Problem of Consciousness, Social Research, Vol. 60, No.1, Spring 1993.
- Consciousness - Annual Review of Neuroscience. 2000;23:557-78. DOI 10.1146/annurev.neuro.23.1.557
- Dualism revisited J Physiol Paris. 2007 Jul-Nov;101(4-6):169-78. Epub 2008 Jan 19.